# Rocca di Neto
Pour les articles homonymes, voir Neto.
Rocca di Neto est une commune italienne de la province de Crotone dans la région Calabre en Italie.

## Administration
| Période                                  | Période  | Identité        | Étiquette | Qualité      |
| ---------------------------------------- | -------- | --------------- | --------- | ------------ |
|                                          |          | Alfonso Dattolo |           |              |
| 29 mars 2010                             | En cours | Luigi Marangolo |           | Lista civica |
| Les données manquantes sont à compléter. |          |                 |           |              |

### Hameaux
Setteporte

### Communes limitrophes
Belvedere di Spinello, Casabona, Crotone, Santa Severina, Scandale (Italie), Strongoli